# Heterostigma fagei
Heterostigma fagei är en sjöpungsart som beskrevs av Monniot 1961. Heterostigma fagei ingår i släktet Heterostigma och familjen lädermantlade sjöpungar. Inga underarter finns listade i Catalogue of Life.